# Margaret Busby

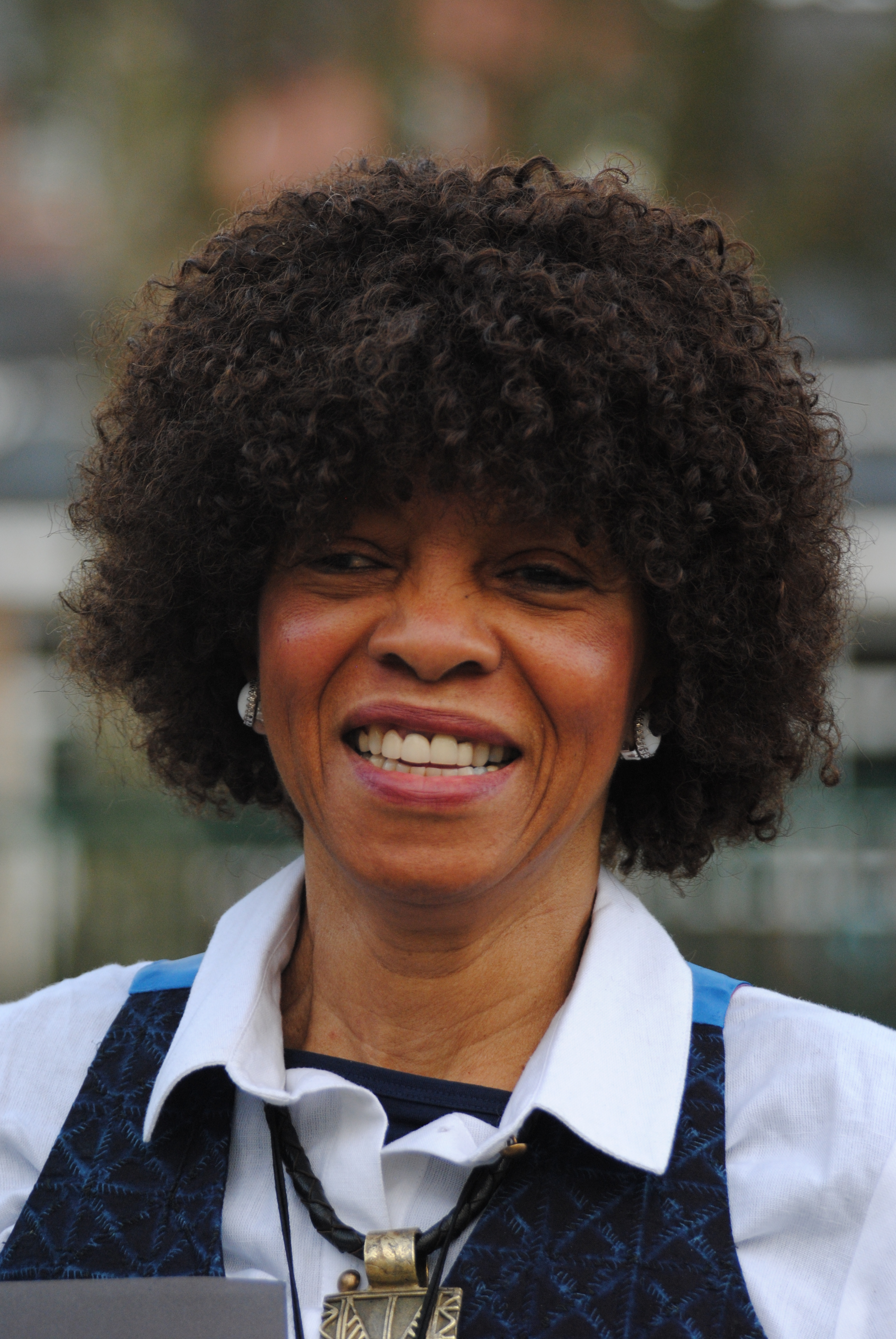
Busby (2019)

Margaret Busby CBE, auch Nana Akua Ackon 1 (geboren 1944 in Accra, Ghana), ist eine Autorin, Journalistin, Kritikerin, Redakteurin und Herausgeberin aus Ghana. Busby lebt und arbeitet heute in Großbritannien.

## Ausbildung und Karriere
Busby absolvierte die University of London in den frühen sechziger Jahren und promovierte auch in Großbritannien. Als Mitbegründerin des Verlages Allison & Busby Ltd. wurde sie die jüngste Herausgeberin und die erste schwarze Herausgeberin in Großbritannien. Sie blieb für 20 Jahre bis 1987 Chefredakteurin des Verlages. Im Anschluss war sie bis 1990 Chefredakteurin von Earthscan Publications. Seit 1990 ist Busby selbst bekannte Schriftstellerin, Journalistin, Kritikerin und Beraterin. Für BBC Radio 4 war sie als Hörspielautorin tätig.
Als Journalistin war sie unter anderem tätig für:
- The Guardian, Großbritannien
- Observer, Großbritannien
- Independent, Großbritannien
- Sunday Times, Großbritannien
- Literary Review, Großbritannien
- New Statesman, Ghana
- The Times, Großbritannien

## Bibliographie
- Daughters of Africa: An International Anthology of Words and Writing by Women of African Descent London: Jonathan Cape, 1992, ISBN 978-0-224-03592-7
- Einleitung zu: Bessie Heads A Question of Power (Penguin Classics, 2002).
- Musical: Yaa Asantewaa - Warrior Queen.

## Ehrungen und Auszeichnungen (Auswahl)
Busby wurde der Order of the British Empire in der Stufe Officer (OBE) 2006 verliehen. Ferner erhielt Busby u. a. folgende Ehrungen:
- Society of Young Publishers Award, 1970
- Pandora Award, 1993
- Caine Prize
- Guardian/Heinemann: Afrikanische Kurzgeschichten Wettbewerb
- Saga Prize
- Ehrendoktortitel der Open University, 2004
- Voted one of the ‘100 Great Black Britons’, 2020
- London Book Fair Lifetime Achievement Award, 2021
- Commander of the Order of the British Empire (CBE), 2021

## Sonstiges
Busby bestieg im September 1999 in Cape Coast den Königsthron als Nana Akua Ackon 1.